# Zaiping Guo
Zaiping Guo est une ingénieure et universitaire australienne, spécialisée dans les nanomatériaux à destination des batteries lithium-ion pour véhicules électriques et matériels portables. Elle a dirigé l'Institut des matériaux supraconducteurs et électroniques de l'Université de Wollongong avant d'obtenir une bourse du Conseil australien de la recherche pour un projet à cinq ans dans le même domaine au sein de l'Université d'Adelaïde, où elle occupe la fonction de professeure.
Elle fait partie, de 2018 à 2021, des chercheurs les plus cités répertoriés par Clarivate (Thomson Reuters)

## Biographie
Zaiping Guo passe son PhD en génie des matériaux en 2003 à Wollongong. Elle y suit un cursus post-doctoral de 2004 à 2006. Ses premiers articles en 2002 portent sur des nouveaux matériaux pour des applications électriques,. 
Elle franchit les échelons en devenant professeure associée en 2010, professeure en 2012 et professeure distinguée en 2019.
A Wollongong, en 2013, elle développe avec ses équipes une anode pour batterie lithium-ion, à base de Germanium, susceptible d'avoir une durée de vie cinq fois plus élevée que les accumulateurs classiques, et d'une vitesse de chargement deux fois plus rapide.
En 2021, elle obtient une bourse de projet de recherche délivrée par l'ARC pour un montant de plus de 3 millions de dollars australiens au sein de l'école du génie chimique et des matériaux avancés de l'université d'Adelaïde.
En 2022, elle est nommée directrice de rédaction associée de la revue Chemical Science

## Prix et distinctions
- 2010 Bourse Queen Elizabeth II du Conseil australien de la recherche (ARC)
- 2015 Bourse du Futur (FT3) du Conseil australien de la recherche
- 2018, 2019, 2020 et 2021 : reconnue parmi les chercheurs les plus cités de Clarivate Analytics[6]
- 2020 NSW Premier's Prizes pour la science et l'ingénierie
- 2021 Bourse Laureate Fellowship de l'ARC.

## Publications (sélection)
- (en) See-How Ng, Jiazhao Wang, David Wexler et Konstantin Konstantinov, « Highly Reversible Lithium Storage in Spheroidal Carbon-Coated Silicon Nanocomposites as Anodes for Lithium-Ion Batteries », Angewandte Chemie International Edition, vol. 45, no 41,‎ 20 octobre 2006, p. 6896–6899 (DOI 10.1002/anie.200601676, lire en ligne, consulté le 18 juin 2022)
- (en) Chaofeng Zhang, Hao Bin Wu, Changzhou Yuan et Zaiping Guo, « Confining Sulfur in Double-Shelled Hollow Carbon Spheres for Lithium-Sulfur Batteries », Angewandte Chemie International Edition, vol. 51, no 38,‎ 17 septembre 2012, p. 9592–9595 (DOI 10.1002/anie.201205292, lire en ligne, consulté le 18 juin 2022)
- (en) Wenchao Zhang, Jianfeng Mao, Sean Li et Zhixin Chen, « Phosphorus-Based Alloy Materials for Advanced Potassium-Ion Battery Anode », Journal of the American Chemical Society, vol. 139, no 9,‎ 8 mars 2017, p. 3316–3319 (ISSN 0002-7863 et 1520-5126, DOI 10.1021/jacs.6b12185, lire en ligne, consulté le 18 juin 2022)
- (en) Wenchao Zhang, Yajie Liu et Zaiping Guo, « Approaching high-performance potassium-ion batteries via advanced design strategies and engineering », Science Advances, vol. 5, no 5,‎ 3 mai 2019, eaav7412 (ISSN 2375-2548, PMID 31093528, PMCID PMC6510555, DOI 10.1126/sciadv.aav7412, lire en ligne, consulté le 18 juin 2022)
- (en) Tengfei Zhou, Wei Kong Pang, Chaofeng Zhang et Jianping Yang, « Enhanced Sodium-Ion Battery Performance by Structural Phase Transition from Two-Dimensional Hexagonal-SnS 2 to Orthorhombic-SnS », ACS Nano, vol. 8, no 8,‎ 26 août 2014, p. 8323–8333 (ISSN 1936-0851 et 1936-086X, DOI 10.1021/nn503582c, lire en ligne, consulté le 18 juin 2022)
- (en) Shilin Zhang, Ye Liu, Qining Fan et Chaofeng Zhang, « Liquid metal batteries for future energy storage », Energy & Environmental Science, vol. 14, no 8,‎ 2021, p. 4177–4202 (ISSN 1754-5692 et 1754-5706, DOI 10.1039/D1EE00531F, lire en ligne, consulté le 19 juin 2022).